# Gabin Villière

a Compétitions nationales et continentales officielles uniquement.

b Matchs officiels uniquement.
Dernière mise à jour le 19 juillet 2025.
Gabin Villière, né le 13 décembre 1995 à Vire (Calvados), est un joueur de rugby à XV et rugby à sept, international français dans les deux disciplines, qui joue au poste d'ailier au RC Toulon.
En club, il remporte avec le RC Toulon la Challenge Cup en 2023. Sélectionné en équipe de France depuis 2020, il est titulaire lors du Grand Chelem dans le Tournoi des Six Nations 2022.

## Biographie

### Jeunesse et formation
Gabin Villière est originaire de Vire. Enfant, il s'essaye à plusieurs sports comme le tennis, la boxe ou le karaté, mais c'est finalement le rugby qu'il choisit. Il commence alors ce sport dans le club local, le Rugby Club du Bocage virois, dans lequel il reste jusqu'en 2013,. À 17 ans, après avoir obtenu son baccalauréat, il se retrouve sans club, malgré plusieurs détections passées. Finalement, c'est Rouen, qui avait entendu parler de lui par un sélectionneur des sélections jeunes, qui décide de le recruter. En parallèle il s'inscrit en licence STAPS (sciences et techniques des activités physiques et sportives). Gabin Villière arrive à Rouen, qui vient de monter en Fédérale 2, en tant que demi de mêlée. C'est le nouvel entraîneur du club, Richard Hill, qui décide de le repositionner ailier pour qu'il puisse développer son potentiel et utiliser pleinement ses capacités physiques.

### Débuts à Rouen et international à sept (2016-2019)

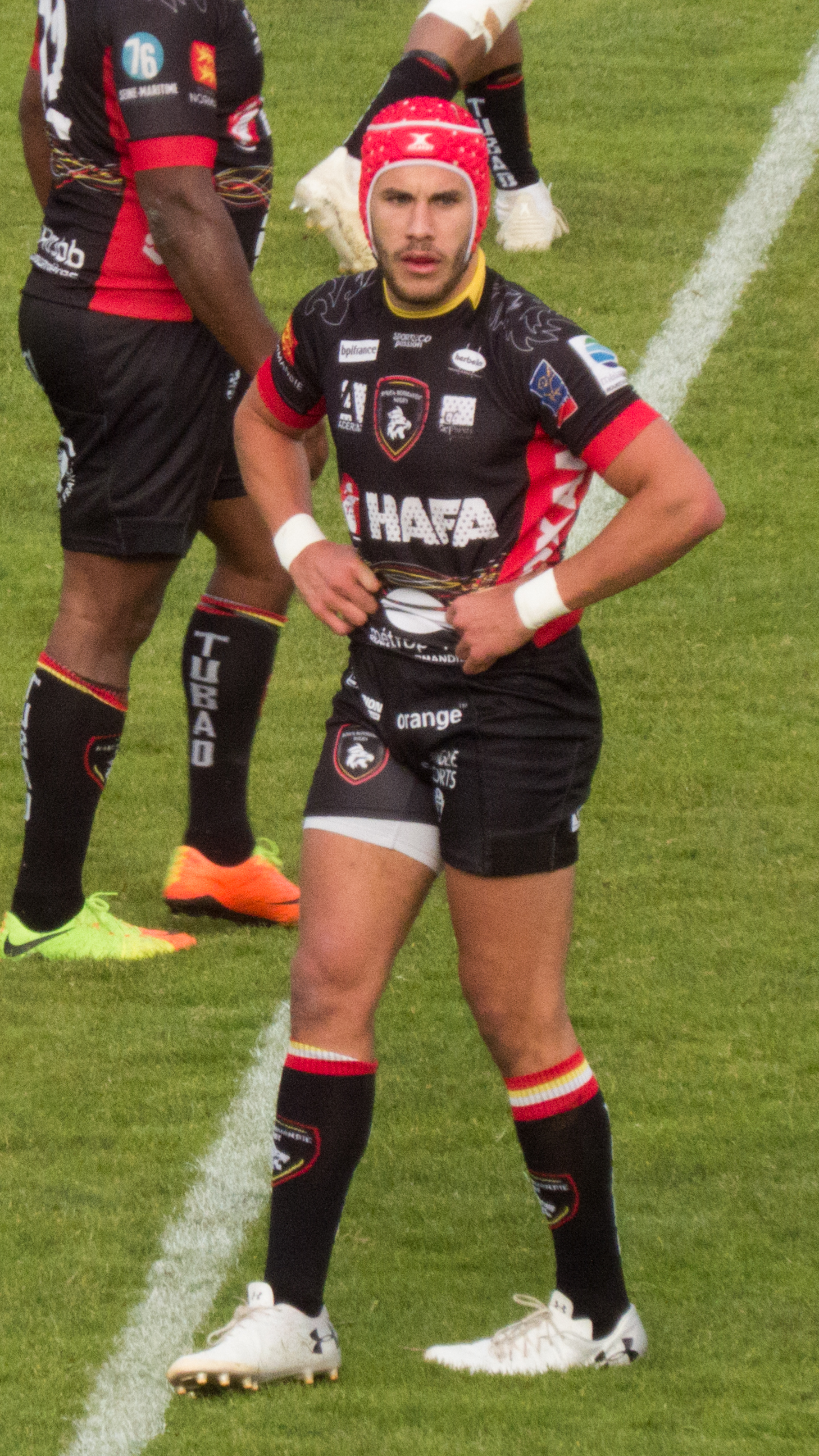
Gabin Villière en 2019 avec Rouen

Gabin Villière fait ses débuts avec Rouen au poste d'ailier lors de la saison 2015-2016, en Fédérale 1. Pour sa première saison, il joue dix matchs et inscrit cinq essais. Après un temps d'adaptation, il explose ensuite la saison suivante en 2016-2017, marquant 26 essais en 23 rencontres. Cette saison, son club est finaliste du Trophée Jean-Prat. En finale, il réalise une très grande prestation, lui conférant une petite notoriété à l’échelle fédérale et permettant à Rouen de s'imposer 29 à 15 contre l'AS Mâcon. Après cette saison particulièrement prolifique Gabin Villière est très courtisé, par de nombreux clubs professionnels. Il préfère cependant tenter un double projet en restant à Rouen et en rejoignant en même temps l'équipe de France de rugby à sept. Ainsi, à partir de 2017, il alterne entre Rouen et Marcoussis.
En juillet 2018, il est sélectionné en équipe de France à sept pour participer à la Coupe du monde 2018 à San Francisco aux États-Unis. Il joue cinq matchs et inscrit un essai dans cette compétition où les Bleus finissent huitièmes.
L'année suivante, il fait partie des acteurs majeurs des deux premières finales d'affilée de l'équipe de France dans les World Rugby Seven Series et est même élu meilleur joueur du tournoi de Hong Kong en 2019, ce qui constitue une première pour un joueur français. Avec Rouen, il est une seconde fois finaliste de Fédérale 1 en 2018-2019. En finale, son club bat Valence Romans DR 30 à 25.
Après avoir assuré la montée en Pro D2 avec Rouen, il s'engage au sein du RC Toulon le 9 mai 2019. 

### Transfert à Toulon et débuts avec le XV de France (depuis 2019)

#### Découverte du Top 14 et finaliste du Challenge européen en 2020
Gabin Villière arrive à Toulon pour la saison 2019-2020, après le départ de plusieurs ailiers (Tuisova, Fekitoa et Nakosi), redistribuant les cartes dans la hiérarchie à ce poste. Il est alors en concurrence avec Daniel Ikpefan, Masivesi Dakuwaqa, Bryce Heem et quelques jeunes joueurs du centre de formation tels Erwan Dridi ou Simon Moretti par exemple,. Il joue son premier match en Top 14 le 13 octobre 2019 lors de la septième journée, contre le Stade français, lorsqu'il entre en jeu à la 59e minute à la place de Dakuwaqa. Quelques mois plus tard, en janvier 2020, il inscrit son premier essai avec le RCT, en Challenge européen contre Bayonne et participe donc à la large victoire des siens sur le score de 50 à 6. 
Après plusieurs mois d'adaptation, il s'impose petit à petit dans sa nouvelle équipe et est aux portes de l'équipe de France. Il participe notamment à la qualification du RCT en finale du Challenge européen, après avoir éliminé les Scarlets en quarts de finale, puis Leicester en demi-finale où il inscrit un doublé. En finale contre Bristol, Gabin Villière est titulaire à l'aile et joue l'intégralité de la rencontre. Cependant, les Toulonnais s'inclinent 32 à 19.

#### Premières sélections en équipe de France à XV
En début de saison 2020-2021 Gabin Villière est toujours en concurrence avec Ikpefan, Dakuwaqa, mais aussi Gervais Cordin. Auteur d'un début de saison et d'une fin de Challenge européen 2019 remarquées, Gabin Villière est sélectionné pour la première fois en équipe de France de rugby à XV le 13 octobre 2020, après le forfait de Matthieu Jalibert pour la Coupe d'automne des nations. Fabien Galthié, le sélectionneur des Bleus, préfère en effet le convoquer alors qu'il joue au poste d'ailier plutôt que de convoquer un demi d'ouverture. Il connaît sa première cape le 28 novembre face à l'Italie, match durant lequel il est titulaire, et inscrit à cette occasion son premier essai sous le maillot du XV de France. Il est de nouveau retenu pour participer à la finale de la coupe face à l'Angleterre. Il est encore titularisé pour la finale, un match très disputé que les Anglais remportent après prolongation (22-19). Villière réalise deux bons matchs et peut prétendre à bousculer la hiérarchie des ailiers de l'équipe de France, où sont installés Teddy Thomas, Vincent Rattez et Damian Penaud. Il est ensuite appelé pour participer au Tournoi des Six Nations 2021, durant lequel il joue les deux premiers matchs en tant que titulaire, avant de se blesser à une main le 6 mars 2021 avec le RC Toulon, ce qui le prive de la suite de la compétition. La France termine à la deuxième place du tournoi derrière le Pays de Galles, vainqueur.
Gabin Villière est de retour de blessure en fin de saison et dispute les six dernières journées de Top 14. Son club termine à la huitième place du classement général et ne se qualifie donc pas en phases finales. Il a joué au total seize matchs toutes compétitons confondues et marqué sept essais. À la fin de cette saison, il prolonge son contrat avec le RCT de trois saisons, soit jusqu'en 2024.
Hésitant à faire son retour avec l'équipe de France de rugby à sept qui joue les qualifications pour les Jeux olympiques d'été 2021, Gabin Villière choisit finalement de rester à XV et de participer à la tournée estivale en Australie, notamment à cause de la forte concurrence à son poste qui pourrait lui faire perdre sa place de titulaire qu'il avait acquis lors du dernier Tournoi des Six Nations, d'autant plus qu'il ne compte que quatre sélections avec les Bleus. Durant cette tournée, il joue deux des trois matchs de son pays face à l'Australie, marquant notamment un doublé lors de son premier match,. Il est contraint de déclarer forfait pour le troisième match à cause d'une entorse à la cheville contractée lors du second match. Durant cette tournée, il confirme son statut de titulaire au poste d'ailier du XV de France.

#### Grand Chelem avec les Bleus et finaliste du Challenge européen en 2022
Devenu titulaire indiscutable en club et en sélection la saison passée, Gabin Villière entame la saison 2021-2022 comme un leader de ses deux équipes. D'abord annoncé forfait pour la tournée d'automne de novembre 2021 de l'équipe de France, il est finalement titulaire lors du premier match contre l'Argentine. Pas aligné contre la Géorgie, il joue en revanche tout son rôle dans la victoire historique face à la Nouvelle-Zélande (40-25). Comme à son habitude, il s'illustre par ses impacts et son activité dans les rucks. Deux mois plus tard il est appelé pour disputer le Tournoi des Six Nations 2022. Il joue quatre des cinq matchs de la France, et inscrit notamment un triplé face à l'Italie. Les Français remportent tous les matchs de la compétition, réalisant ainsi le Grand Chelem, le dixième de l'histoire du rugby tricolore, le premier depuis douze ans. Il s'agit du premier titre remporté en sélection nationale par Gabin Villière. Grâce à son triplé face à l'Italie, il termine également meilleur marqueur d'essais du tournoi avec trois essais au total, à égalité avec son compatriote Damian Penaud et l'Irlandais James Lowe. Il est ainsi logiquement nommé dans l'équipe type du tournoi.
En club, le Rugby club toulonnais termine une seconde fois à la huitième place du Top 14. Gabin Villière est toutefois nommé dans l'équipe type du championnat cette saison. Cependant, en Challenge européen, le club se qualifie pour les phases finales. Tout d'abord le RCT élimine les Italiens de Trévise grâce notamment à un essai de Villière, puis les London Irish en quarts de finale, et enfin les Saracens en demi-finale grâce à un doublé de Gabin Villière qui donne la victoire aux siens (25-16) et qualifie son équipe en finale. En finale contre le LOU, il est titulaire au poste d'ailier, mais se blesse à la cheville gauche dès la première mi-temps. Les Toulonnais sont battus sur le score de 30 à 12. Cette blessure l'amène à subir deux interventions chirurgicales, à être indisponible durant plusieurs mois et à manquer la tournée automnale du XV de France.

#### Vainqueur de la Challenge Cup en 2023
Après plus de six mois d'absence, il fait son retour à la compétition la saison suivante, en 2022-2023, à la fin du mois de novembre 2022 à l'occasion de la onzième journée de Top 14 contre le Stade français. À une minute de la fin de ce match, Gabin Villière sort sur blessure. Il est victime d'une fracture du péroné gauche, ce qui met fin à son année 2022. Deux mois plus tard, fin janvier 2023, il revient sur les terrains pour un match de championnat face à la Section paloise. Quelques jours plus tard, il est appelé par Fabien Galthié pour participer au Tournoi des Six Nations 2023, une semaine avant le début de la compétition. Finalement, lors d'un entraînement quelques jours avant l'ouverture du tournoi, il rechute et se fracture à nouveau le péroné gauche. Il est ainsi forfait pour l'ensemble du Tournoi des Six Nations 2023. 
Il fait son retour sur les terrains fin avril 2023, lors de la demi-finale de la Challenge Cup face aux Italiens de Trévise. Le RCT remporte ce match et se qualifie en finale pour la deuxième année consécutive. Trois semaines plus tard, il est retenu dans le groupe toulonnais pour la finale de cette compétition face aux Glasgow Warriors. Il est titulaire et joue 60 minutes avant d'être remplacé par Jérémy Sinzelle ; son équipe l'emporte sur le score de 43 à 19. Il remporte ainsi le premier titre professionnel de sa carrière en club, après avoir perdu la finale de cette même compétition à deux reprises.

#### Coupe du monde 2023 et perte de son statut avec les Bleus
À l'issue de cette saison, il est appelé dans une liste de 23 joueurs pour participer à un stage avec les Bleus. Cette liste est marquée par l'absence des joueurs étant demi-finalistes du championnat. Sélectionné fin juin 2023 dans une liste de 42 joueurs pour préparer la Coupe du monde 2023, il fait partie de la liste officielle des 33 joueurs sélectionnés pour la compétition. Titulaire au début de la compétition, il est finalement doublé dans le XV de départ par le jeune Louis Bielle-Biarrey, qui dispute les deux derniers matchs décisifs de l'équipe de France.
Durant la saison 2023-2024, il prolonge son contrat avec le RCT de trois saisons supplémentaires, soit jusqu'en 2027. Non retenu par le staff de l'équipe de France pour disputer le Tournoi des Six Nations 2024, Gabin Villière se blesse la semaine suivante au niveau du genou et souffre d'une entorse du ligament latéral interne qui doit lui faire manquer six semaines de compétition.

## Style de jeu
Gabin Villière a un style plutôt atypique pour un ailier. Très actif en défense, il se distingue par son activité dans les rucks, et ses nombreuses tentatives de grattage (récupération du ballon). Dense malgré son gabarit moyen (1m80 pour 95kg) , il est capable de rudes impacts aussi bien en attaque qu'en défense.

## Statistiques

### En club
| Saison    | Club                  | Championnat | Championnat | Championnat | Coupe d'Europe                         | Coupe d'Europe                         | Coupe d'Europe                         |
| Saison    | Club                  | Compétition | Matchs      | Essais      | Compétition                            | Matchs                                 | Essais                                 |
| --------- | --------------------- | ----------- | ----------- | ----------- | -------------------------------------- | -------------------------------------- | -------------------------------------- |
| 2015-2016 | Rouen Normandie rugby | Fédérale 1  | 10          | 5           | Pas de qualification en Coupe d'Europe | Pas de qualification en Coupe d'Europe | Pas de qualification en Coupe d'Europe |
| 2016-2017 | Rouen Normandie rugby | Fédérale 1  | 23          | 26          | Pas de qualification en Coupe d'Europe | Pas de qualification en Coupe d'Europe | Pas de qualification en Coupe d'Europe |
| 2017-2018 | Rouen Normandie rugby | Fédérale 1  | 19          | 8           | Pas de qualification en Coupe d'Europe | Pas de qualification en Coupe d'Europe | Pas de qualification en Coupe d'Europe |
| 2018-2019 | Rouen Normandie rugby | Fédérale 1  | 12          | 5           | Pas de qualification en Coupe d'Europe | Pas de qualification en Coupe d'Europe | Pas de qualification en Coupe d'Europe |
| Total     | Total                 | Fédérale 1  | 55          | 44          |                                        |                                        |                                        |
| 2019-2020 | RC Toulon             | Top 14      | 5           | -           | Challenge européen                     | 4                                      | 3                                      |
| 2020-2021 | RC Toulon             | Top 14      | 15          | 6           | Coupe d'Europe                         | 1                                      | 1                                      |
| 2021-2022 | RC Toulon             | Top 14      | 10          | 2           | Challenge européen                     | 5                                      | 4                                      |
| 2022-2023 | RC Toulon             | Top 14      | 2           | -           | Challenge Cup                          | -                                      | -                                      |
| Total     | Total                 | Top 14      | 32          | 8           | Coupes d'Europe                        | 10                                     | 8                                      |

### Internationales

#### XV de France
Au 19 juillet 2025, Gabin Villière compte 20 sélections en équipe de France, dont 20 en tant que titulaire, pour 9 essais marqués, soit 45 points. Il a pris part à deux éditions du Tournoi des Six Nations, en 2021 et 2022.
Il prend part aussi à une édition de la Coupe du monde de rugby à XV en 2023
| Année | Compétition                 | Matchs | Points | Essais |
| ----- | --------------------------- | ------ | ------ | ------ |
| 2020  | Coupe d'automne des nations | 2      | 5      | 1      |
| 2021  | Six Nations                 | 2      | -      | -      |
| 2021  | Test matchs                 | 4      | 10     | 2      |
| 2022  | Six Nations                 | 4      | 15     | 3      |
| 2023  | Test matchs                 | 2      | 5      | 1      |
| 2023  | Coupe du monde              | 2      | -      | -      |
| 2024  | Test matchs                 | 2      | 5      | 1      |
| 2025  | Test matchs                 | 2      | 5      | 1      |
| Total | Total                       | 20     | 45     | 9      |

| Numéro | Date             | Lieu                         | Adversaire | Compétition                 | Résultat | Score |
| ------ | ---------------- | ---------------------------- | ---------- | --------------------------- | -------- | ----- |
| 1      | 28 novembre 2020 | Stade de France, Saint-Denis | Italie     | Coupe d'automne des nations | Victoire | 36-15 |
| 2      | 7 juillet 2021   | Suncorp Stadium, Brisbane    | Australie  | Test match                  | Défaite  | 23-21 |
| 3      | 7 juillet 2021   | Suncorp Stadium, Brisbane    | Australie  | Test match                  | Défaite  | 23-21 |
| 4      | 6 février 2022   | Stade de France, Saint-Denis | Italie     | Tournoi des Six Nations     | Victoire | 37-10 |
| 5      | 6 février 2022   | Stade de France, Saint-Denis | Italie     | Tournoi des Six Nations     | Victoire | 37-10 |
| 6      | 6 février 2022   | Stade de France, Saint-Denis | Italie     | Tournoi des Six Nations     | Victoire | 37-10 |
| 7      | 27 août 2023     | Stade de France, Saint-Denis | Australie  | Test match                  | Victoire | 41-17 |
| 8      | 22 novembre 2024 | Stade de France, Saint-Denis | Argentine  | Test match                  | Victoire | 37-23 |

#### Équipe de France à sept
Gabin Villière compte 43 sélections en équipe de France de rugby à sept pour 20 essais marqués, soit 100 points.
| Saison    | Compétition                         | Matchs | Points | Essais |
| --------- | ----------------------------------- | ------ | ------ | ------ |
| 2016-2017 | Seven's Grand Prix Series Clermont  | 6      | 15     | 3      |
| 2016-2017 | Seven's Grand Prix Series Exeter    | 5      | 5      | 1      |
| 2017-2018 | World Rugby Sevens Series Las Vegas | 6      | 15     | 3      |
| 2017-2018 | World Rugby Sevens Series Vancouver | 3      | 10     | 2      |
| 2017-2018 | Coupe du monde                      | 5      | 5      | 1      |
| 2018-2019 | World Rugby Sevens Series Vancouver | 6      | 15     | 3      |
| 2018-2019 | World Rugby Sevens Series Hong-Kong | 6      | 20     | 4      |
| 2018-2019 | World Rugby Sevens Series Singapour | 6      | 15     | 3      |
| Total     | Total                               | 43     | 100    | 20     |

## Palmarès

### En club
- Rouen Normandie rugby
  - Vainqueur du Championnat de France de Fédérale 1 en 2017 et 2019
- RC Toulon
  - Finaliste du Challenge européen en 2020 et 2022
  - Vainqueur de la Challenge Cup en 2023

### En sélection nationale

#### Rugby à XV
- France
  - Vainqueur du Tournoi des Six Nations en 2022 (Grand Chelem)

##### Tournoi des Six Nations
| Édition          | Rang | Résultats France | Résultats Villière | Matchs Villière |
| ---------------- | ---- | ---------------- | ------------------ | --------------- |
| Six Nations 2021 | 2    | 3 v, 0 n, 2 d    | 2 v, 0 n, 0 d      | 2/5             |
| Six Nations 2022 | 1    | 5 v, 0 n, 0 d    | 4 v, 0 n, 0 d      | 4/5             |

Légende : v = victoire ; n = match nul ; d = défaite ; la ligne est en gras quand il y a Grand Chelem.

#### Coupe du monde
| Édition     | Rang                | Résultats France | Résultats Villière | Matchs Villière |
| ----------- | ------------------- | ---------------- | ------------------ | --------------- |
| France 2023 | Quarts-de-finaliste | 4 v, 0 n, 1 d    | 2 v, 0 n, 0 d      | 2/5             |

#### Rugby à sept
- France
  -  Deuxième au Canada rugby sevens 2019
  -  Deuxième au Hong Kong rugby sevens 2019.

### Distinctions personnelles
- Membre de l'équipe type et meilleur joueur du tournoi de Hong Kong en 2019[63].
- Meilleur marqueur d'essais du Tournoi des Six Nations en 2022 (3 essais)
- Membre de l'équipe type du Tournoi des Six Nations en 2022
- Membre de l'équipe type du Championnat de France en 2022